# Península

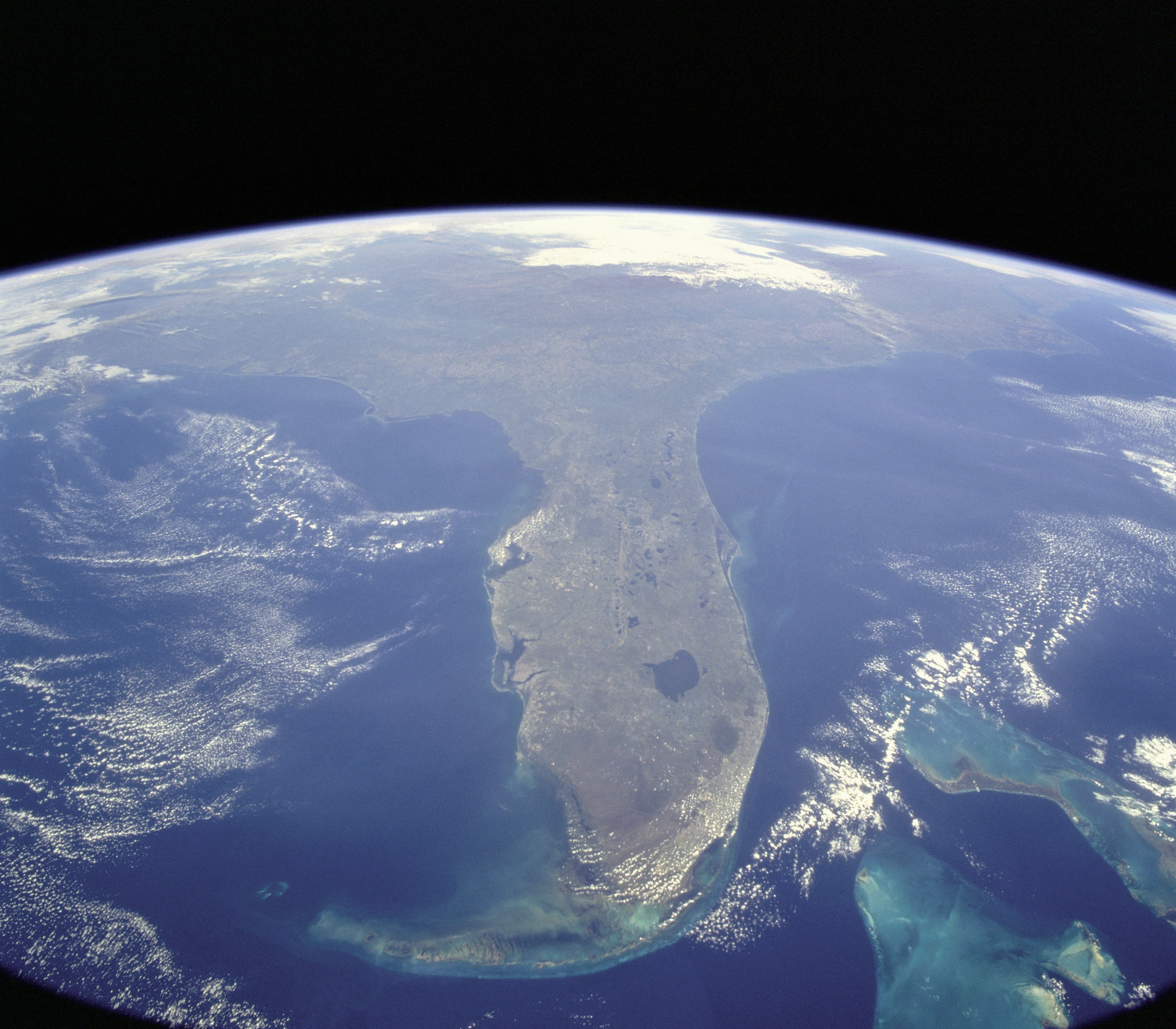
La península de Florida, als Estats Units

Una península (del llatí paeninsula) és una extensió de terra envoltada d'aigua per tot arreu excepte per una part, que rep el nom d'istme. En algunes regions, la poca altura de l'istme unida a una variació notable de l'altura de l'aigua per culpa de les marees fa que algunes penínsules a plenamar es converteixin en illes, com és el cas del mont Saint-Michel (França) o el cas del municipi de Peníscola (Baix Maestrat) durant l'Edat antiga.
La mida d'una península pot variar. La península més gran del món és la península aràbiga. Les penínsules varien molt en grandària, anant des de les penínsules continentals (com la pròpia Europa, o el subcontinent indi) o les grans penínsules (ibèrica, escandinava, itàlica i balcànica a Europa; Kamtxatka, Taimir, Corea, malaia i Aràbia a Àsia; Alaska, Baixa Califòrnia, Yucatan, Florida, Taitao i Valdés a Amèrica), fins a arribar a algunes tan petites en relació amb el continent que bé mereixen aquesta consideració de «gairebé illes» (vegeu imatge).
En certs casos no està gaire clar la manera de determinar quan una extensió de terra es considera una península o una part no: en els casos més evidents la part de la península en contacte amb el continent és tan estreta que mereix fins i tot un nom propi, istme; en altres casos la transició és tan gradual que és difícil precisar en quin moment i quina part pertany al continent i quina a la península (com a la península balcànica, itàlica o índia).

## Etimologia
Península deriva del llatí paeninsula, que es tradueix com a "península". La paraula paeninsula esta composta dels mots llatins paene 'gairebé' i insula 'illa' (paeninsula, 'gairebé una illa').

## Definicions
Una península es defineix generalment com un tros de terra envoltat gairebé completament per aigua, però de vegades es pot definir també com un tros de terra vorejat per l'aigua en tres dels seus costats.
Una península pot estar vorejada per més d'una massa d'aigua, i la massa d'aigua no cal que sigui necessàriament un oceà o un mar. De vegades també se n'hi diu península a un tros de terra en el revolt d'un riu molt estret o una de situada entre dos rius. Una península pot estar connectada amb el continent mitjançant un istme, per exemple, a l'istme de Corint que connecta amb la península del Peloponès.
Quan les penínsules són accidents més petits, rellevants des d'un punt de vista local, de vegades se les anomena amb altres termes geogràfics, com ara cap o punta, si són rocoses, i en casos de costes sorrenques es parla d'illa promontori, tómbol, cordó litoral, barra o espigó (una punta és generalment considerada com una porció esmolada de terra que es projecta en un cos d'aigua, i que és menys important que un cap).

## Diferència entre illes i penínsules
La paraula alemanya de península («Halbinsel») es va originar com un calc semàntic de la paraula llatina de península, que es tradueix literalment «Gairebé illa» o «Fastinsel» en alemany. L'expressió llatina està particularment estesa a la llengua anglesa (Peninsula), catalana i castellana (Península) i francesa (Péninsule).
- Les penínsules sovint són antigues illes que estaven connectades amb el continent mitjançant l'envasament, per exemple Gibraltar i Crimea[13] Per contra, també pot passar que una península sigui declarada illa en els usos lingüístics perquè ha adquirit al llarg del temps la corresponent localització d'aigua; per exemple l'illa de Neuenhagen.
- El medi de tres vessants de l'aigua i la connexió amb el continent són majoritàriament d'origen natural a les penínsules. Les estructures artificials com els canals que separen una península natural del continent no la converteixen necessàriament en una illa en el llenguatge quotidià. Un exemple d'això és el Peloponès, que només es considera com a península malgrat el Canal de Corint. El mateix s'aplica a Jutlàndia amb el Canal del Mar Bàltic del Nord que la travessa al sud.[13] Un contraexemple és Samosir, originàriament una península que només es va convertir en illa a través d'un canal. A més, també hi ha illes artificials, com l'illa del Danubi, que van ser creades per cursos d'aigua artificials.
- Els ponts o preses artificials que connecten permanentment una illa amb terra ferma no solen convertir-la en una península. Tot i que Hindenburgdamm la connecta amb la costa, Sylt es considera una illa, el mateix passa amb l'illa alemanya més gran, Rügen, amb la Rügendamm que la connecta amb la terra ferma.
- Les influències humanes que van connectar una illa amb el continent i després van caure en l'oblit poden fer que una antiga illa sigui classificada com a península amb el pas del temps. Fischland-Darß-Zingst, situat entre Rostock i Stralsund, ara es veu com una península, tot i que abans era una illa (cadena). Holnis, una illa original del mar Bàltic, ara es considera una península.
- També hi poden haver penínsules a les illes. Alguns exemples inclouen penínsules a la Gran Bretanya i Irlanda. Fins i tot, les penínsules poden tenir també penínsules i aquestes també poden tenir altres penínsules, per exemple Broager Land a Sundewitt a North Schleswig o Mols a Djursland a Jutlàndia.

## Formació i tipus
Les penínsules es poden formar a partir de la deriva continental, l'erosió glacial, l'aigua de desglaç, la deposició glacial, el sediment marí, les transgressions marines, els volcans, els límits divergents i/o la sedimentació fluvial. Més d'un factor pot intervenir en la formació d'una península. Per exemple, en el cas de Florida, la deriva continental, el sediment marí i les transgressions marines van ser factors que van contribuir a la seva formació.

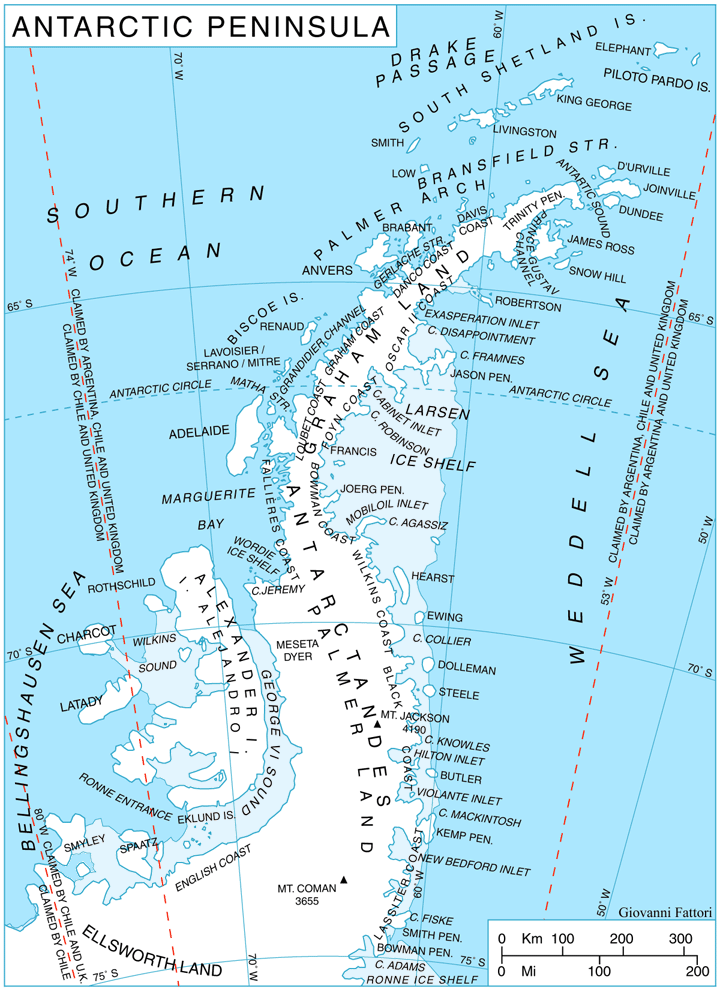
Península Antàrtica.

### Glaceres
En el cas de la formació a partir de glaceres (per exemple, la península antàrtica del Cap Cod) es poden crear penínsules a causa de l'erosió glacial, l'aigua de desglaç i/o la deposició. Si l'erosió formar la península, és perquè hi ha roques cada cop més dures, i com que la glacera només erosiona les roques més toves, va formant una conca. Aquest fenomen pot crear penínsules, com pot ser l'exemple de la península de Keweenaw del llac Superior.
En el cas de la formació a partir de l'aigua de desglaç, les glaceres que es fonen dipositen sediments i formen morenes, que actuen com a preses per a l'aigua de desglaç Això pot crear masses d'aigua que envolten la terra, formant penínsules.
Si la deposició forma la península, aquesta la península estara composta per roca sedimentària, que s'haurà creat a partir d'un gran dipòsit de deriva glacial. El turó de la deriva es converteix en una península si el es forma prop de l'aigua però amb connexió amb el continent, per exemple durant la formació del Cap Cod fa uns 23.000 anys.

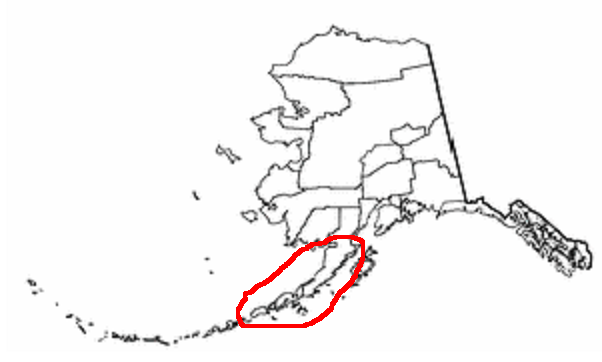
Península d'Alaska.

### Altres
En el cas de la formació a partir de volcans, quan un volcà erupciona magma prop de l'aigua, pot formar una península (per exemple, la península d'Alaska). Les penínsules formades a partir de volcans són especialment freqüents quan el volcà entra en erupció prop d'aigües poc profundes. El sediment marí pot formar penínsules per la creació de pedra calcària. Una península de rift es pot formar com a resultat d'un límit divergent en la tectònica de plaques (per exemple la península aràbiga), mentre que un límit convergent també pot formar penínsules (per exemple Gibraltar o el subcontinent indi). També es poden formar penínsules a causa de la sedimentació als rius. Quan un riu que transporta sediment desemboca en un oceà, el sediment es diposita, formant una península delta.
Les transgressions marines (canvis en el nivell del mar) poden formar penínsules, però també poden afectar les penínsules existents. Per exemple, el nivell de l'aigua pot canviar, la qual cosa fa que una península es converteixi en una illa durant els nivells d'aigua alts. De la mateixa manera, el clima humit que provoca nivells d'aigua més alts fa que les penínsules semblin més petites, mentre que el temps sec les fa semblar més grans. L'augment del nivell del mar per l'escalfament global reduirà permanentment la mida d'algunes penínsules amb el temps.

## Usos
Les penínsules són conegudes pel seu ús com a refugi per a humans i Neandertals. La forma del relleu és avantatjosa perquè dona accés a la caça tant als animals terrestres com marins. També poden servir com a marcadors de les fronteres d'una nació.

## Penínsules notables

### A l'Àfrica

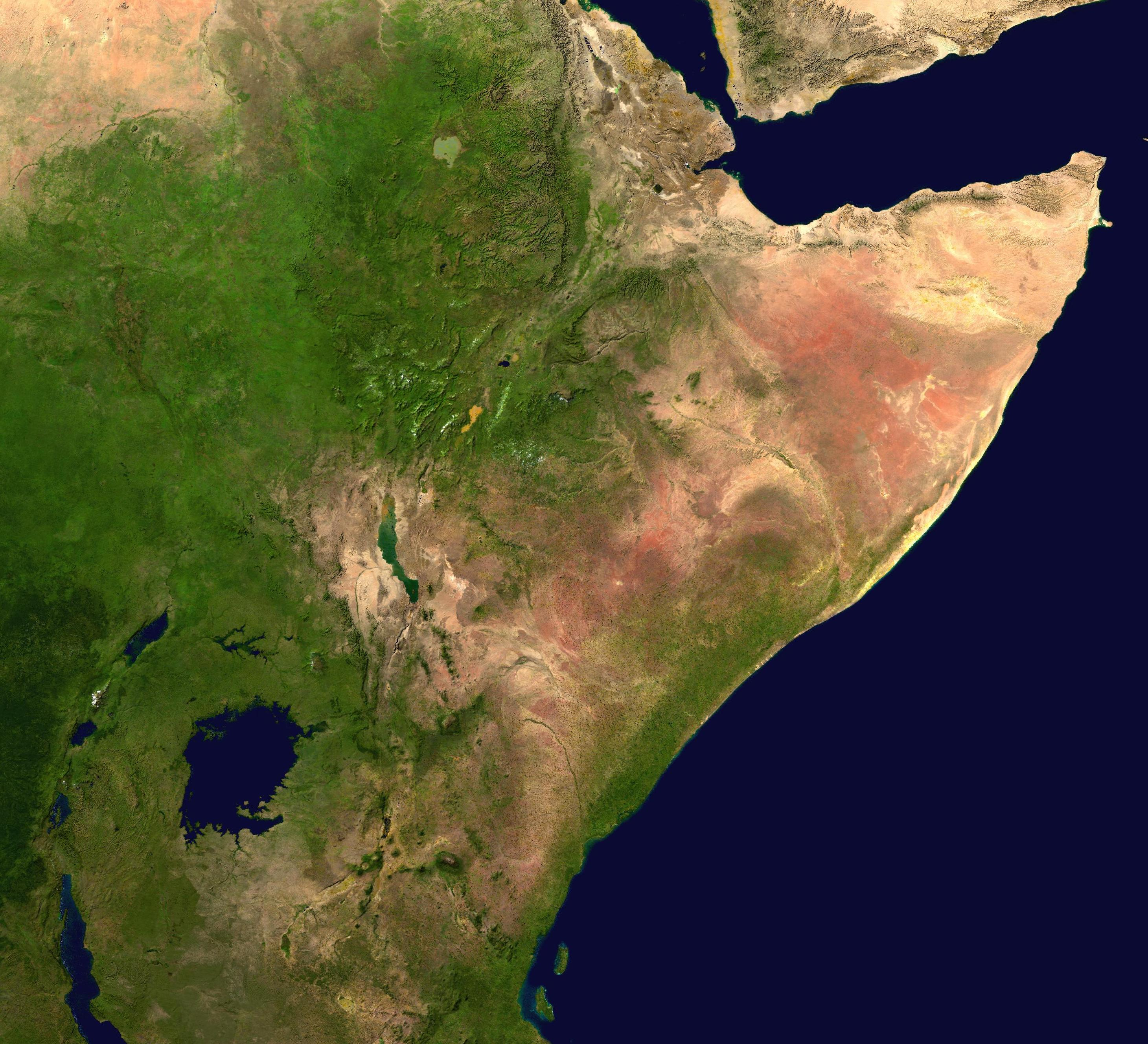
Banya d'Àfrica.

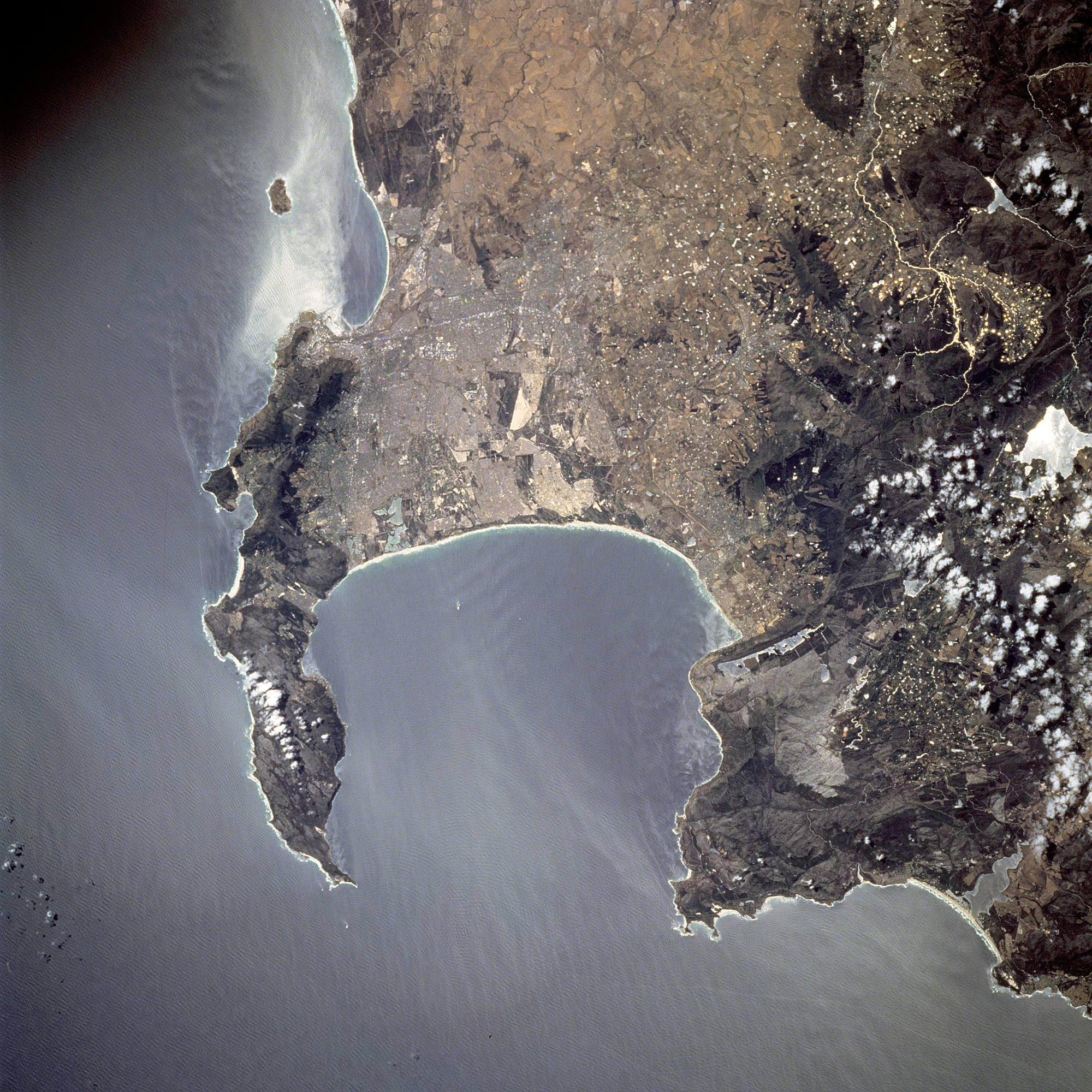
Península del Cap, a Sud-àfrica.

- Banya d'Àfrica.Banya d'Àfrica
- Cap Blanc
- Cap Bon
- Península d'Almina
- Península de Bakassi
- Península de Buri
- Península del CapPenínsula del Cap, a Sud-àfrica.
- Península de Cap Verd
- Sinaí

### AAmèrica
- Península d'Adelaida, al Canadà
- Península d'Avalon, al Canadà

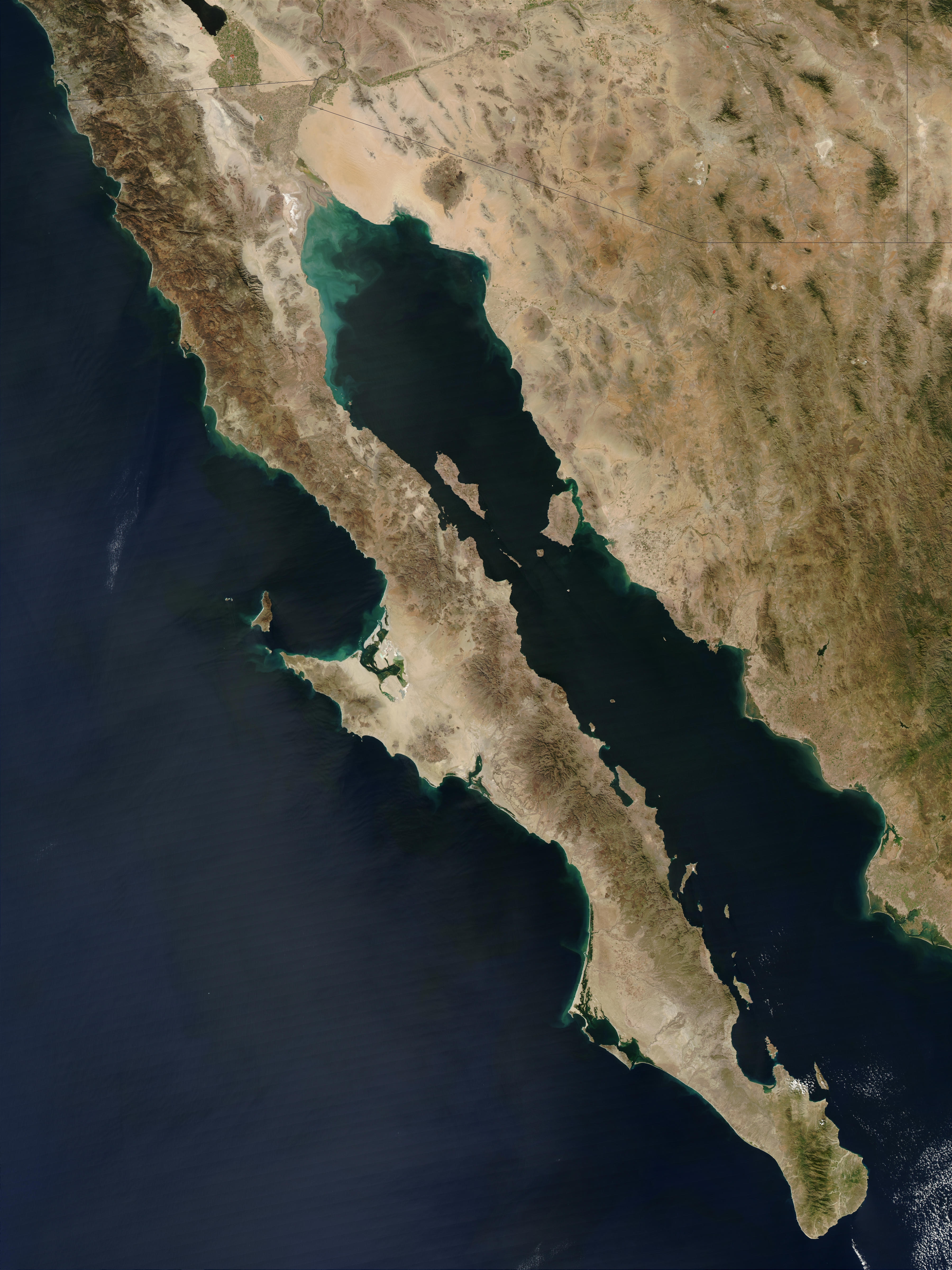
Imatge de satèl·lit de la Baixa Califòrnia.

- Imatge de satèl·lit de la Baixa Califòrnia.Península de Baixa Califòrnia, a Mèxic.
- Península de Boothia, al Canadà
- Península de Florida, als Estats Units.

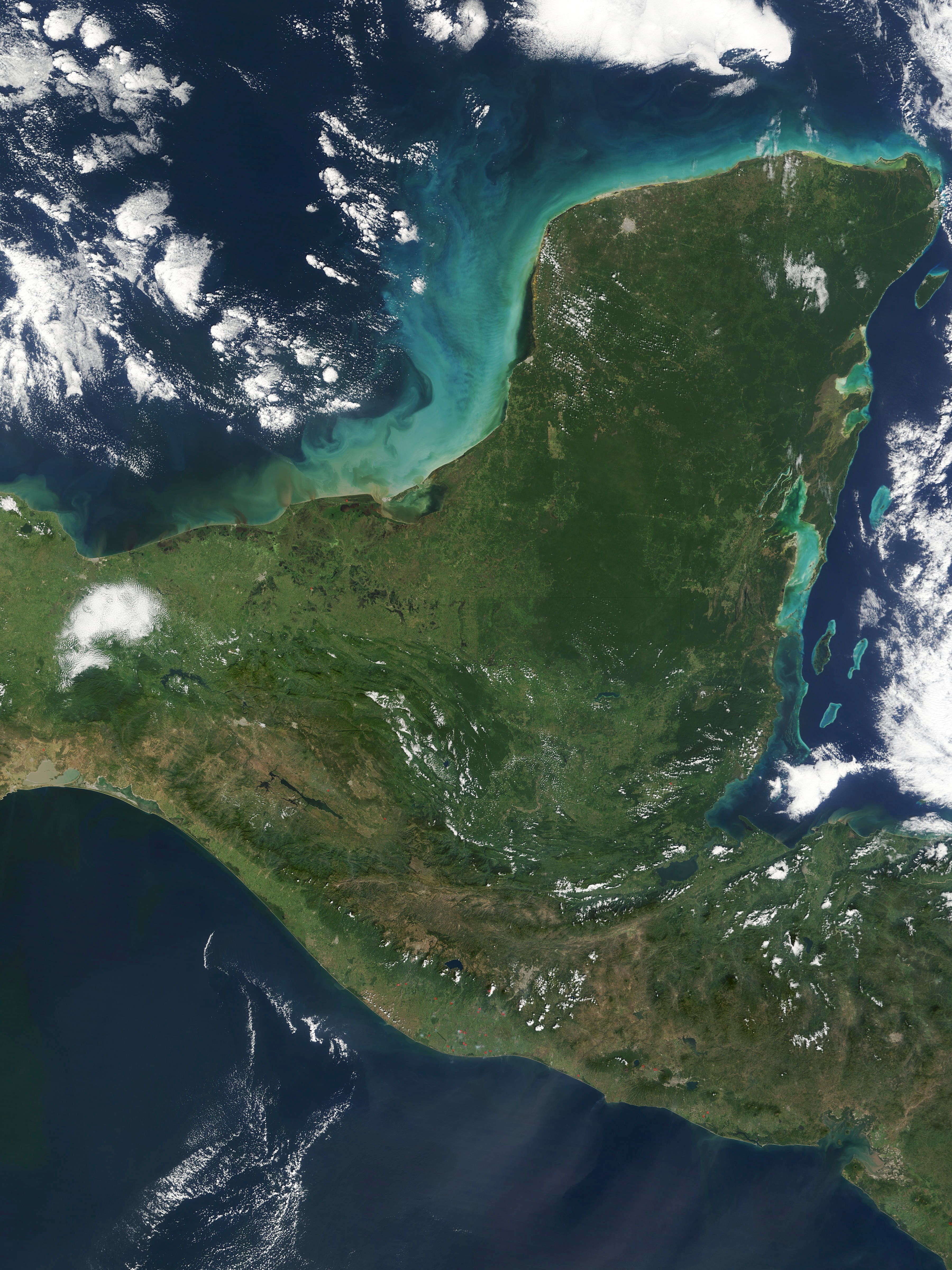
La península de Yucatán (Mèxic).

- Península de Gaspé, al Canadà
- Península del Labrador al Canadà.
- Península d'Ungava, al Canadà
- Península de Yucatán, a Mèxic.

### A l'Antàrtida
- Península Antàrtica (també coneguda com a Terra de Pàlmer o Terra de Graham).
- Península Arctowski
- Península Bonaparte
- Península Martin
- Terra del Rei Eduard VII
- Península Schmidt

### A l'Àsia

Península de Kamtxaska.

- Península Aràbiga
- Península de Corea.
- Península de Faddèievski
- Península de Iamal
- Subcontinent indi
- Indoxina
- Península de Kamtxaska.Península de Kamtxatka.
- Península de Malaca
- Península de Shiretoko
- Península de Taimir
- Península de Txhipunski
- Península de Txukotka

### AEuropa
- Bretanya
- Península de Beara
- Península dels Balcans.
- Península de Crimea
- Península Escandinava o península d'Escandinàvia.
- Gibraltar
- Península de Gower
- Ístria
- Península Itàlica.
- Península de Jutlàndia.
- Península del Peloponès

#### Península ibèrica

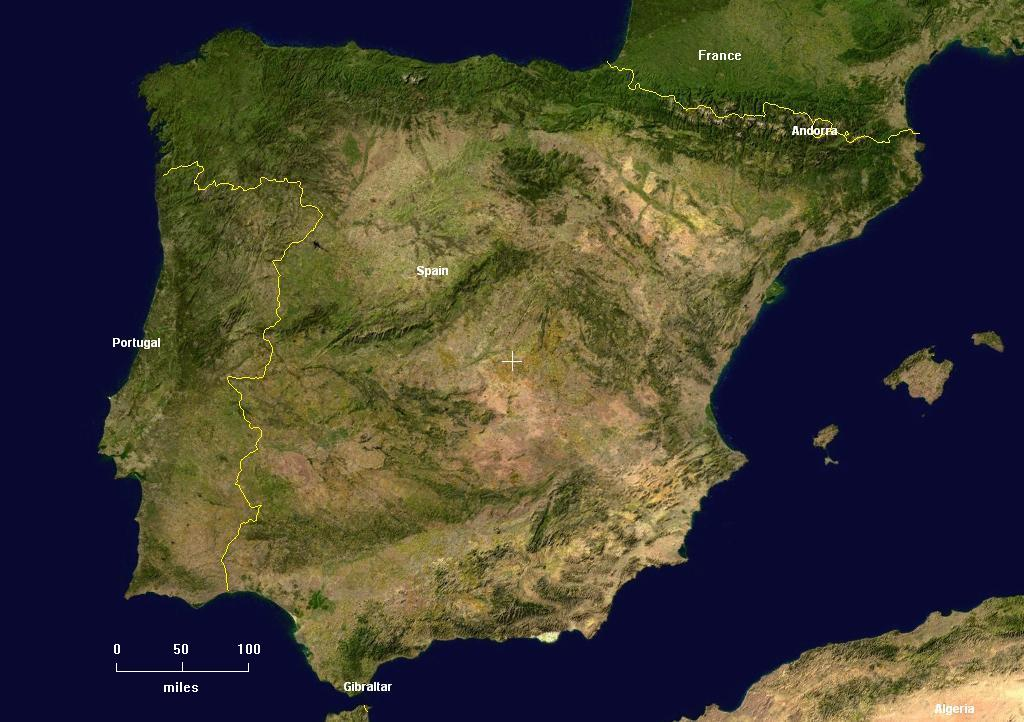
Península Ibèrica.

La península ibèrica comprèn l'Espanya peninsular i Portugal continental, Andorra, el territori britànic d'ultramar de Gibraltar i una petita part del sud de França.
| - Península de Lisboa, Portugal - Península de Setúbal, Portugal - Peniche, Portugal - Cap Espichel, Portugal - Cap Carvoeiro, Portugal - Cap de Sant Vicent, Portugal - Península de Troia, Portugal | - Gibraltar, Regne Unit - Cadis, Espanya - La Corunya, Espanya - Morrazo, Espanya |

### AOceania

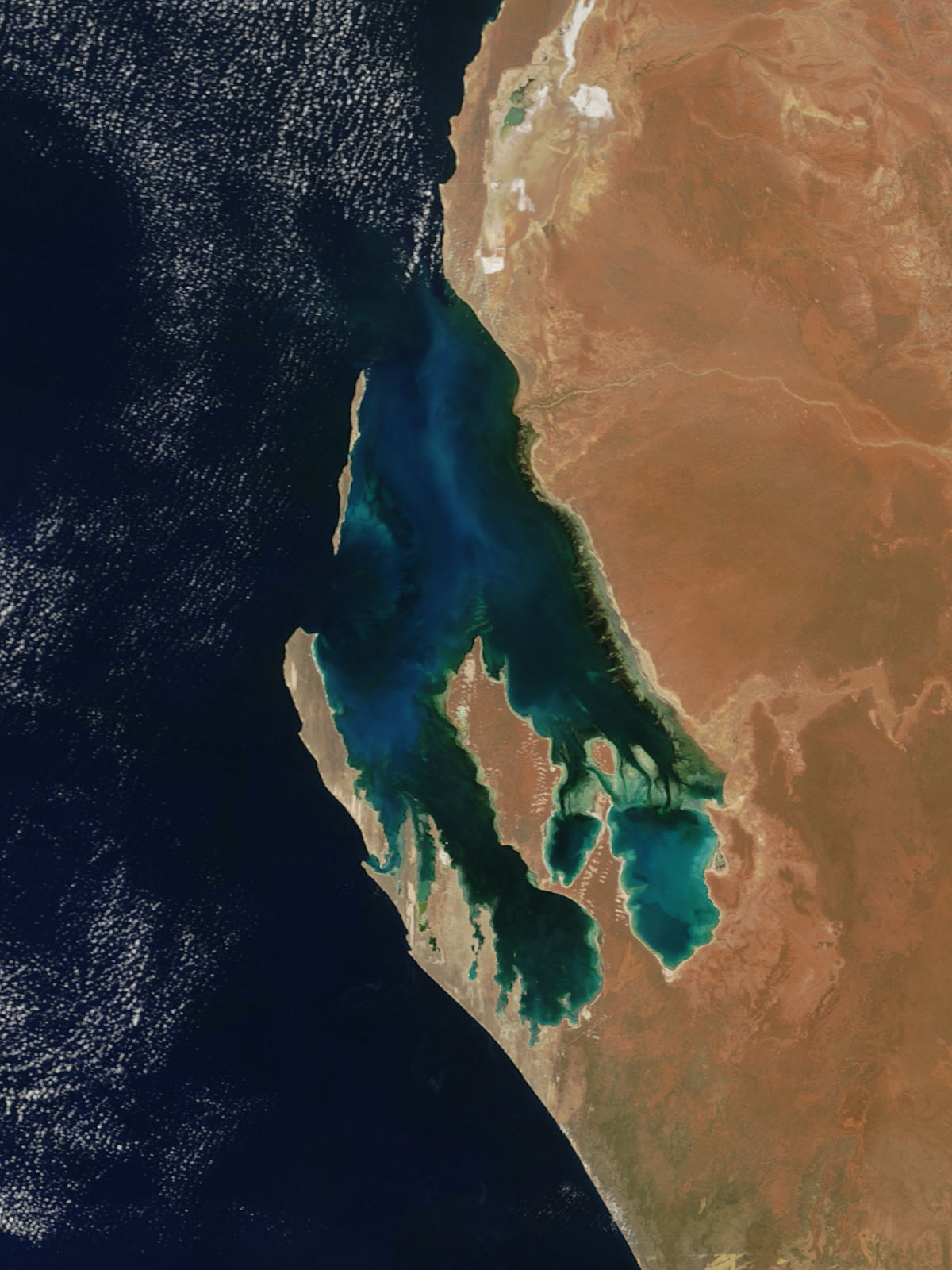
Carrarang, a Austràlia.

- Carrarang, a Austràlia.Península Carrarang, a Austràlia
- Península de Cobourg, a Austràlia

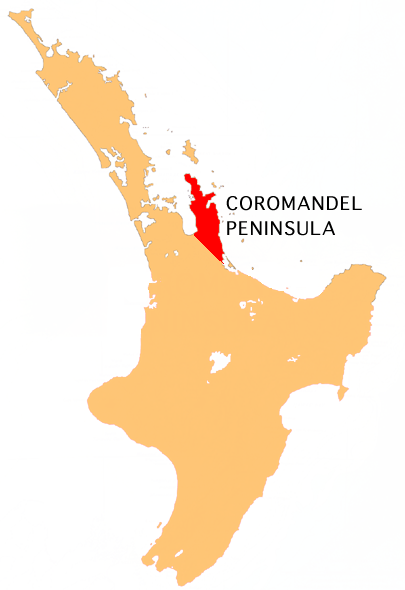
Coromandel, a Nova Zelanda.

- Coromandel, a Nova Zelanda.Península de Coromandel, a Nova Zelanda
- Península d'Eyre, a Austràlia
- Península de Gazelle, a Papua Nova Guinea
- Península d'Otago, a Nova Zelanda
- Whangaparaoa, a Nova Zelanda

## Les 10 penínsules més grans del món
| Posició | Nom                    | Àrea (km²) | Continent        |
| ------- | ---------------------- | ---------- | ---------------- |
| 1       | Península Aràbiga      | 2.780.000  | Àsia             |
| 2       | Península d'Indoxina   | 2.300.000  | Àsia             |
| 3       | Península Índia        | 2.100.000  | Àsia             |
| 4       | Península del Labrador | 1.430.000  | Amèrica del nord |
| 5       | Península Escandinava  | 800.000    | Europa           |
| 6       | Península de Somàlia   | 750.000    | Àfrica           |
| 7       | Península Ibèrica      | 580.000    | Europa           |
| 8       | Península d'Anatòlia   | 500.000    | Àsia             |
| 9       | Península Balcànica    | 470.000    | Europa           |
| 10      | Península de Taimir    | 400.000    | Àsia             |